# Giro dei Paesi Baschi 1979
Il Giro dei Paesi Baschi 1979, diciannovesima edizione della corsa, si svolse dal 2 al 6  aprile 1979 su un percorso di 826,5 km ripartiti in cinque tappe (l'ultima suddivisa in 2 semitappe). Fu vinto da Giovanni Battaglin, davanti a Vicente Belda e Miguel María Lasa. Dei 70 partecipanti, 45 hanno completato la corsa.

## Tappe
| Tappa  | Data     | Percorso                                         | km    | Vincitore di tappa       | Leader cl. generale |
| ------ | -------- | ------------------------------------------------ | ----- | ------------------------ | ------------------- |
| 1ª     | 2 aprile | Tolosa > Etxarri-Aranatz                         | 190   | Giovanni Mantovani       | Giovanni Mantovani  |
| 2ª     | 3 aprile | Etxarri-Aranatz > Azkoitia                       | 180   | Giovanni Battaglin       | Giovanni Battaglin  |
| 3ª     | 4 aprile | Azkoitia > Hondarribia                           | 160   | Miguel María Lasa        | Giovanni Battaglin  |
| 4ª     | 5 aprile | Hondarribia > Bermeo                             | 175   | Enrique Martínez Heredia | Giovanni Battaglin  |
| 5ª-1   | 6 aprile | Bermeo > Oñati                                   | 112   | Isidro Juárez            | Giovanni Battaglin  |
| 5ª-2   | 6 aprile | Oñati > Santuari d'Arantzazu (Cron. individuale) | 9,5   | Giovanni Battaglin       | Giovanni Battaglin  |
| Totale | Totale   | Totale                                           | 826,5 |                          |                     |

## Classifiche finali

### Classifica generale
| Pos. | Corridore          | Squadra        | Tempo    |
| ---- | ------------------ | -------------- | -------- |
| 1    | Giovanni Battaglin | Inoxpran       | 23h53'08 |
| 2    | Vicente Belda      | Transmallorca  | a 2'09"  |
| 3    | Miguel María Lasa  | Moliner-Vereco | a 2'26"  |
| 4    | Manuel Esparza     | Teka           | a s.t.   |
| 5    | José Pesarrodona   | Teka           | a 2'48"  |